# جاك ريان: الشبح المجند
جاك ريان: الشبح المجند (بالإنجليزية: Jack Ryan: Shadow Recruit)‏ هو فيلم حركة صدر في سنة 2014. الفيلم من إخراج كينيث براناه.

## الممثلون والشخصيات
- كريس باين (بدور: جاك ريان)
- كيفين كوستنر (بدور: ويليام هاربر)
- كيرا نايتلي (بدور: كاثي ريان)
- كينيث براناه (بدور: فيكتور ستازوف)
- كولم فيور (بدور: روب بيرينجر)
- ديفيد بايمر
- نانسو أنوزي

## الميزانية والإيرادات
بلغت تكلفة إنتاج الفيلم حوالي 60 مليون دولار بينما حقق أرباحا تقدر بـ 135,503,748 مليون دولار.

## القصة
بحري سابق، جاك ريان هو المحلل المالي الرائع. ويليام هاربر المجندين داخل وكالة الاستخبارات المركزية للتحقيق في منظمة إرهابية المالية. إخفاء طبيعة هذه المهمة الأولى لخطيبته، وذهب جاك ريان إلى موسكو للقاء رجل الأعمال انه يشتبه في كونه على رأس هذه المؤامرة. في الموقع، خيانة وتسليمها لنفسه، ريان يدرك أنه لم يعد يثق بأحد. ولا حتى للمقربين له

## روابط خارجية
- جاك ريان: الشبح المجند على موقع IMDb (الإنجليزية)
- جاك ريان: الشبح المجند على موقع ميتاكريتيك (الإنجليزية)
- جاك ريان: الشبح المجند على موقع روتن توميتوز (الإنجليزية)
- جاك ريان: الشبح المجند على موقع نتفليكس (الإنجليزية)
- جاك ريان: الشبح المجند على موقع قاعدة بيانات الأفلام العربية
- جاك ريان: الشبح المجند على موقع ألو سيني (الفرنسية)
- جاك ريان: الشبح المجند على موقع Turner Classic Movies (الإنجليزية)
- جاك ريان: الشبح المجند على موقع أول موفي (الإنجليزية)
- جاك ريان: الشبح المجند على موقع بوكس أوفيس موجو (الإنجليزية)
- جاك ريان: الشبح المجند على موقع فيلمافينيتي (الإسبانية)